# مارتين خيمينيز
مارتين خيمينيز (بالإسبانية: Martín José Giménez)‏ (18 أغسطس 1991 في الأرجنتين - ) هو لاعب كرة قدم أرجنتيني في مركز الهجوم. لعب مع أرسنال ساراندي.

## وصلات خارجية
- مارتين خيمينيز على موقع قاعدة بيانات كرة القدم.إي يو (الإنجليزية)
- مارتين خيمينيز على موقع Soccerway.com (الإنجليزية)